# Инверсии магнитного поля Земли

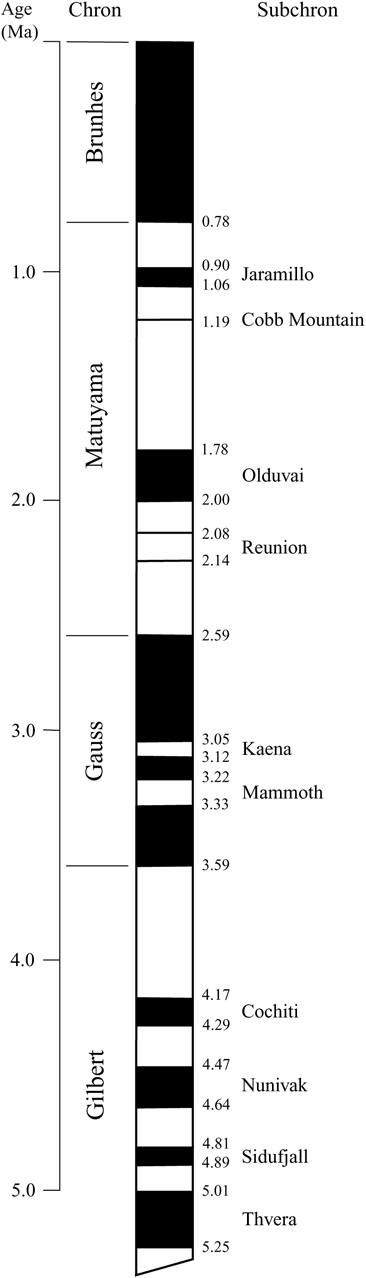
Инверсии за последние 5 млн лет: чёрным — периоды с полюсностью как сейчас
белым — с обратной

Инверсия магнитного поля — изменение направления магнитного поля Земли в геологической истории планеты (определяется палеомагнитным методом). При инверсии северный магнитный полюс и южный магнитный полюс меняются местами, и стрелка компаса начинает показывать противоположное направление. Инверсия — относительно редкое явление, которое ни разу не происходило за время существования Homo sapiens. В последний раз это предположительно произошло около 780 тысяч лет назад.
Инверсии магнитного поля происходили через интервалы времени от десятков тысяч лет до огромных промежутков спокойного магнитного поля в десятки миллионов лет, когда инверсии не происходили. Таким образом, не обнаружено никакой периодичности в смене полюсов, и этот процесс считается стохастическим. За длительными периодами спокойного магнитного поля могут следовать периоды многократных инверсий с различной длительностью и наоборот.
Новая работа, опубликованная в Communications Earth & Environment утверждает, что 635—541 млн лет назад магнитное поле Земли было в 30 раз слабее нынешнего, а это привело к тому, что солнечный ветер уносил из атмосферы планеты водород, что в свою очередь привело к повышению концентрации кислорода и понижению концентрации водяного пара в атмосфере планеты. Длился такой период пониженного магнитного поля не менее 26 млн лет. По предположению авторов, эти условия могли помочь в появлении животных на нашей планете.
Специалисты из университета Джонса Хопкинса (США) предполагают, что во время инверсий магнитосфера Земли ослабевала настолько, что космическое излучение могло достигать поверхности Земли, поэтому это явление могло наносить вред живым организмам на планете, а очередная смена полюсов может привести к ещё более серьёзным последствиям для человечества вплоть до глобальной катастрофы.
Научные работы в последние годы показали (в том числе и в экспериментах) возможность случайных изменений направления магнитного поля («перескоков») в стационарном турбулентном динамо. По словам заведующего лабораторией геомагнетизма Института физики Земли Владимира Павлова, инверсия — достаточно длинный, по человеческим меркам, процесс. Как показывают исследования, смена магнитных полюсов может длиться от нескольких сотен лет до нескольких сотен тысяч лет.
Геофизики из Лидского университета Йон Маунд и Фил Ливермор полагают, что очередная инверсия магнитного поля Земли может произойти в течение следующих двух тысяч лет.